# Hans Riesser

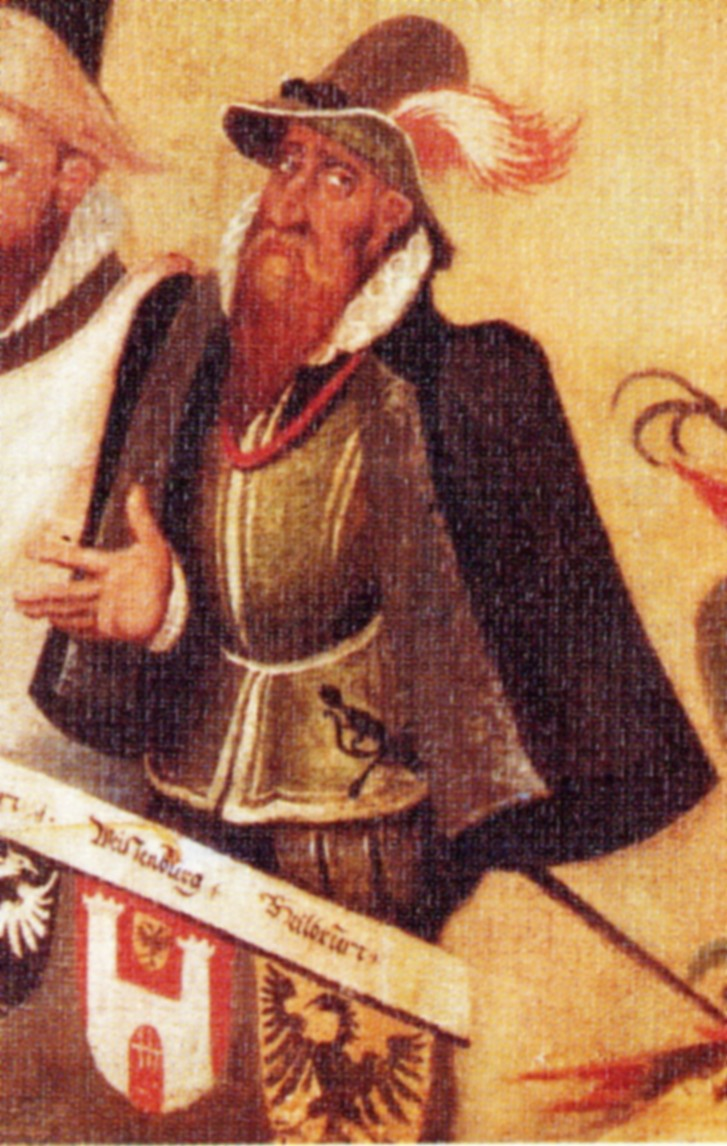
Hans Riesser (rechts, vor ihm das Stadtwappen) beim Reichstag in Augsburg 1530

Hans Riesser (* um 1490 in Heilbronn; † um 1554 in Heilbronn) war vom Johannistag (24. Juni) 1528 bis 1552 Bürgermeister der Reichsstadt Heilbronn. Mit der Aufhebung der Messen in der Kilianskirche unter Riesser war die Reformation dort praktisch vollzogen. Er vertrat die Stadt im nachfolgenden Glaubensstreit und während des Schmalkaldischen Krieges, wurde 1552 während des Augsburger Interims dann jedoch vom Rat enthoben.

## Biografie
Hans Riesser stammte aus einer Bürgerfamilie, er erlernte wie der früh verstorbene Vater den Beruf des Siebers. Hans’ Mutter lebte um 1511 noch. Hans hat wahrscheinlich die Heilbronner Lateinschule besucht, zumindest sind Lateinkenntnisse belegt. Spätestens 1512 heiratete er Barbara Winter genannt Meng. 1512 wurde er in den Rat von Heilbronn gewählt und bekleidete dort verschiedene Ämter. 1522 war er auch Richter.
Im Bauernkrieg 1525 trat Riesser erstmals bedeutend in Erscheinung, als er nach der Weinsberger Bluttat im April 1525 als Ratsvertreter gemeinsam mit Gemeindevertreter Konrad Spölin ins Bauernlager bei der Nachbarstadt Weinsberg entsandt wurde, um mit den aufständischen Bauern zu verhandeln. Infolge dieser Unterhandlungen öffnete die Stadt Heilbronn dem Bauernheer die Tore. Als sich nach der Schlacht bei Böblingen am 12. Mai 1525 ein neuer Bauernhaufen bei Weinsberg zu sammeln drohte, war Riesser mit Altbürgermeister Hans Berlin der Heilbronner Abgesandte in Stuttgart beim Schwäbischen Bund, dessen Hilfe man sich gegen die Bauern erbat.
Riesser war mit dem Heilbronner Reformator und Pfarrer an der Kilianskirche, Johann Lachmann, verschwägert und kam möglicherweise durch diesen zu reformatorischem Gedankengut. Wann sich genau dieser Wandel vollzog, ist unbekannt. Im November 1526 beteiligte er sich bereits an reformatorischen Handlungen.
Im Juni 1528 löste er den hochbetagten und altgläubigen Conrad Erer als einen der beiden Bürgermeister der Stadt ab. Den damaligen Verhältnissen entsprechend war Riesser damit künftig ab Johannistag eines geraden Jahres für jeweils ein Jahr Bürgermeister. Riessers Wahl bedeutete den Durchbruch für die Protestanten in Heilbronn. Schon vier Tage nach Riessers Wahl beschloss der Rat der Stadt, das evangelische Abendmahl in der Kilianskirche zuzulassen. Im Oktober 1528 wurde Riesser außerdem Vogt über das reichsstädtische Dorf Böckingen.
Im Frühjahr 1529 mussten die Vertreter der protestantischen Städte ihren Glauben auf dem Reichstag in Speyer verteidigen. Die Vertreter des Kaisers und der katholisch gebliebenen Gebiete drängten darauf, die Glaubensspaltung im Reich zu beenden. Nur ein gemeinsamer Glaube, so dachten sie, könne das Reich zusammenhalten. Deshalb bereiteten die Vertreter des Kaisers einen Reichstagsbeschluss vor, wonach den Evangelischen besonders das Abendmahl verboten werden sollte. Die Vertreter der Städte, für Heilbronn Hans Riesser, reichten am 20. April 1529 eine Protestation gegen den bevorstehenden Mehrheitsbeschluss der katholischen Parteien ein, denn es „hat auch sonst jeder in Dingen, die Gottes Ehre, das Heil unserer Seele und die Seligkeit angehen, für sich selbst vor Gott zu stehen und Rechenschaft zu geben; hier kann sich keiner mit Berufung auf Verbandlungen oder Beschluss einer Minderheit oder Mehrheit aus der persönlichen Verantwortung stehlen.“
Riesser vertrat Heilbronn auch auf der Tagung der protestierenden Städte im November 1529 in Schmalkalden, als das erste Mal von einem „Verständnis“, das heißt einem Bund, die Rede war. Am 14. Juli 1530 schloss sich Heilbronn, abermals von Riesser vertreten, beim Reichstag in Augsburg dem Augsburger Bekenntnis an. Bei der erneuten Tagung der protestantischen Städte im Dezember 1530 in Schmalkalden war abermals Riesser der Stadtvertreter, der bei der Gründung des Schmalkaldischen Bundes anwesend war, der sich von Kaiser Karl V. und dessen Vorstellungen einer einheitlichen Kirche lossagen wollte. Heilbronn wurde jedoch vorerst nicht Mitglied des Bundes.
Die Aufhebung der Messe in der Kilianskirche und damit der Vollzug der Reformation in Heilbronn wurde von Riesser am 8. Dezember 1531 unterzeichnet. Im Januar 1532 machte er Zugeständnisse bei der Beibehaltung von altgläubigen Riten, wohl auch auf Druck der Heilbronner Barfüßermönche und Klaranonnen, die beim Kammergericht einen Gebotsbrief zur Beibehaltung ihrer Klöster erwirkt hatten. Riesser vertrat Heilbronn bei mehreren weiteren wichtigen Verhandlungstagen. Nachdem der Heilbronner Rat 1538 den Beitritt zum Schmalkaldischen Bund beschlossen hatte, überbrachte abermals Riesser die Botschaft nach Schwäbisch Hall. Vermutlich war Riesser auch der Abgesandte zur Aufnahme der Stadt in den Bund in Eisenach 1539. Riesser nahm 1540 am Hagenauer Religionsgespräch teil, 1541 war er Vertreter auf dem Städtetag in Esslingen und 1543 führte er in Begleitung von Stadtschreiber Gregorius Kugler die Abschlussverhandlungen bei der Erneuerung des 1536 abgelaufenen Bündnisses der Reichsstadt mit der Kurpfalz in Heidelberg.
Als 1546 der Kaiser einen erfolgreichen Feldzug gegen den Schmalkaldischen Bund begann und die Stadt Heilbronn zum Ziel eines kaiserlichen Angriffs zu werden drohte, suchte eine Gesandtschaft des Heilbronner Rats bestehend aus Stadtschreiber Kugler, Bürgermeister Schnabel und Schultheiß Peter Feurer den Kaiser in Rothenburg und Hall auf und übergab ihm die Gewalt über die Stadt. Trotz einer symbolischen Unterwerfung der Bürgerschaft während der Anwesenheit Karls V. in Heilbronn zum Jahreswechsel 1546/47 und der Darbringung von Ehrengaben pochte Karl V. auf die Anerkennung eines einheitlichen Katholizismus mit dem Augsburger Interim. Als Druckmittel stationierte er ab März 1548 spanische Besatzungstruppen in Heilbronn.
Riesser, der die Reformation bislang unterstützt hatte, beugte sich schließlich auf Anraten des Stadtschreibers Kugler, der mit Ambrosius Becht als Verhandlungsführer beim Kaiser in Augsburg war, dem Augsburger Interim, worauf die Spanier am 2. Juli 1548 aus der Stadt abzogen. Ab dem 8. Juli 1548 herrschte in allen Heilbronner Kirchen wieder der Katholizismus, bis das Augsburger Interim durch den Passauer Vertrag von 1552 hinfällig wurde.
Als Kaiser Karl V. im Jahr 1552 für die Stadt Heilbronn eine neue Verfassung erließ, kräftigte diese die Macht der Patrizier. Riesser war es künftig verwehrt, weiterhin dem Rat anzugehören, ebenso seinem gleichnamigen Sohn, der dem Rat seit 1532 angehörte. Zwei weitere Riesser nahestehenden Ratsmitglieder mussten ihre Loyalität versprechen.
Riesser verstarb kurz nach seiner Entfernung aus dem Amt zwischen Januar 1552 und Januar 1554. Riesser und seine Frau Barbara hatten mindestens sechs Söhne und vier Töchter, jedoch erlosch die Familie in Heilbronn bereits 1607. Das Löwenwappen des Bürgermeisters wurde später nochmals von den Nachkommen eines 1632 zugewanderten Goldschmieds Hans Ulrich Riesser verwendet, die möglicherweise Nachfahren von Hans Riessers Sohn Alexander waren.
In Heilbronn ist heute die Hans-Riesser-Straße nach dem ersten reformatorischen Bürgermeister der Stadt benannt.